# Giuseppe Antonio Luchi
Pour les articles homonymes, voir Luchi.
Giuseppe Antonio Luchi dit il Diecimino (Borgo a Mozzano, 17 juillet 1709 - Borgo a Mozzano, 12 mai 1774) est un peintre italien rococo actif au XVIIIe siècle.

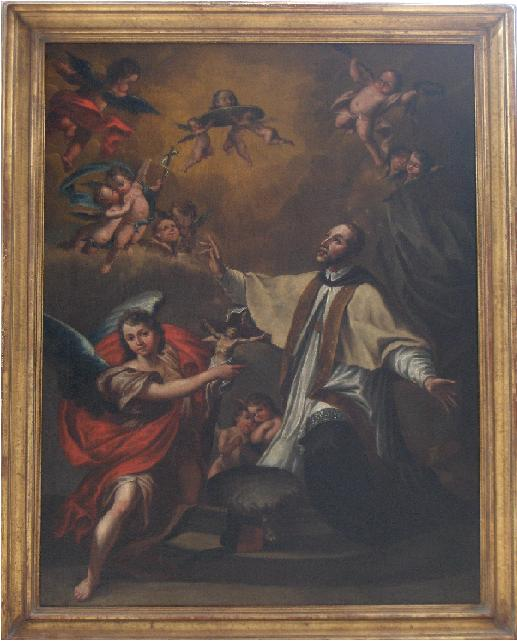
San francesco Severio

## Biographie
Giuseppe Antonio Luchi, fils de Luca di Matteo Luchi et Maddalena di Bartolomeo Paolucci, naît en 1709 à Diecimo une frazione de Borgo a Mozzano, de ce fait ses contemporains lui donnèrent le surnom de Diecimino.
À Lucques, il fut l'élève de Georg Christoph Martini (en), surnommé il Sassone, et de Giovanni Domenico Brugieri (en).
En 1729, il se rend d'abord à Bologne où il travaille sous l'autorité de Domenico Creti et ensuite en 1731 à Venise où il fréquente pendant quelques années l'école de Giambattista Tiepolo.
En 1738, il retourne en Toscane et s'établit à Lucques où, pendant quelques années, il ouvre une école et se place parmi les fondateurs de l'Accademia Lucchese di Belle Arti.
Sous sa supervision se forment certains peintres de valeur parmi lesquels émergent Bernardino Nocchi et Stefano Tofanelli.
En 1769, il rentre à Diecimo, son pays natal, où il meurt le 12 mai 1774.

## Œuvres
- Nativité (1751), église et couvent de Sant'Anna (it), Pise.
- Vierge avec Enfant et les saints Clément, Lucie, Juste et Catherine d'Alexandrie, église Santi Giusto e Clemente (it), Borgo a Mozzano.
- Madone en gloire avec les saints Antoine de Padoue et Rocco (1773), église de Santa Maria Assunta Benabbio, Bagni di Lucca.

## Sources
- (it) Cet article est partiellement ou en totalité issu de l’article de Wikipédia en italien intitulé « Giuseppe Antonio Luchi » (voir la liste des auteurs).